# Falange

Parteiflagge der Falange

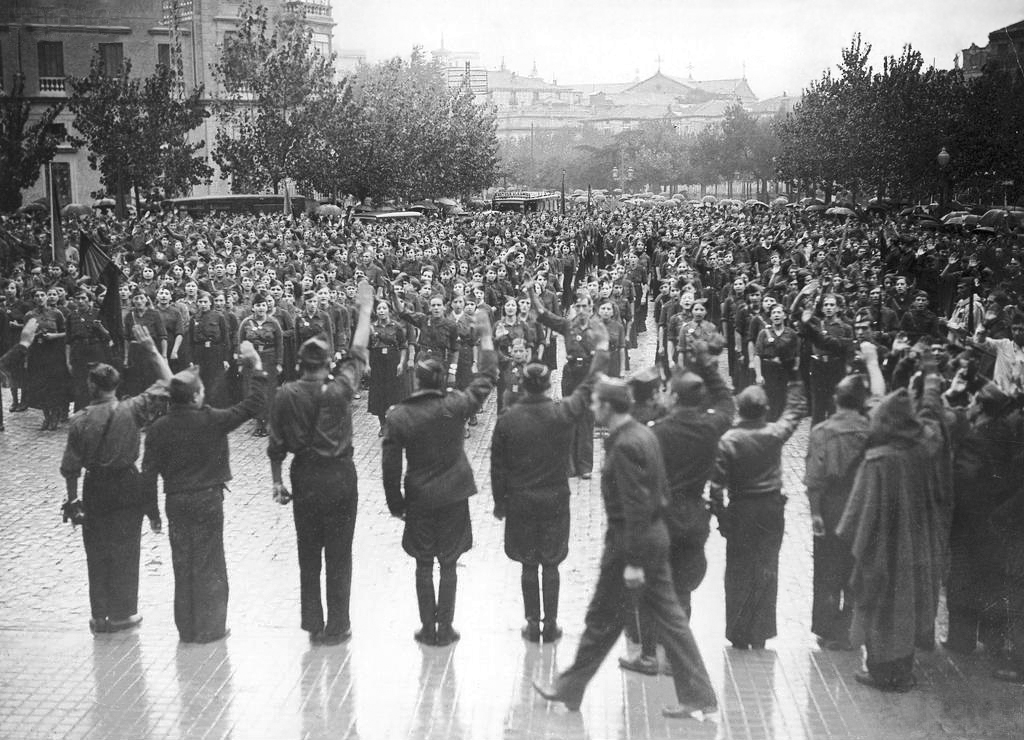
Falange-Mitglieder während des Spanischen Bürgerkriegs in Saragossa (1936)

Die Falange ([fa'laŋxe], von altgriechisch ἡ φάλαγξ hé phálanx „Baumstamm“, „Walze“, „Rolle“, „Schlachtreihe“) war eine faschistische Bewegung in Spanien, die von 1933 bis 1937 bestand. Ihre Mitglieder wurden als Falangisten bezeichnet.
Während sie in der Zeit der Zweiten Spanischen Republik (1931–1936) bei Parlamentswahlen kein einziges Mandat gewinnen konnte, stieg die Bewegung nach Beginn des Spanischen Bürgerkrieges innerhalb weniger Monate zu einer politisch und militärisch wichtigen Kraft auf und verschaffte sich eine Massenbasis. Am 19. April 1937 wurden die faschistischen Falangisten zusammen mit den monarchistischen Carlisten von General Francisco Franco zur Staatspartei F.E.T y de las JONS vereinigt, deren Parteichef Franco wurde.
An sie angelehnte rechtsextreme Organisationen bestanden in Frankreich (Phalange française) und im Libanon (Kata’ib).

## Zweite Republik

### Falange Española
Die Falange Española wurde offiziell am 29. Oktober 1933 im Teatro de la Comedia in Madrid gegründet. Den Vorsitz übernahm eine Dreiergruppe, die aus dem Anwalt José Antonio Primo de Rivera, dem Piloten Julio Ruiz de Alda und dem Schriftsteller Alfonso García Valdecasas bestand. Der Parteiname „Falange“ ist vermutlich den Schriften des Publizisten Ernesto Giménez Caballero entlehnt, der als erster faschistischer Autor in Spanien gilt, und bezieht sich auf die altgriechische Kampfformation der Phalanx. Trotz ihrer eher unscharfen Programmatik konnte die Falange bis Ende des Jahres etwa 2000 Mitglieder gewinnen, vor allem enttäuschte Anhänger der traditionellen Rechtsparteien und Studenten, die über die im November 1933 gegründete Studentengruppe Sindicato Universitario Español (SEU) zur Partei kamen.
Die Gründung der Falange wurde von radikalisierten Monarchisten im Umfeld der Acción Española – darunter Pedro Sainz Rodríguez, der an der Ausarbeitung des Parteiprogramms beteiligt war – unterstützt. Von der Renovación Española, dem parteipolitischen Arm der Acción Española, erhielt die Falange auf der Grundlage einer persönlichen Vereinbarung zwischen Primo de Rivera und monarchistischen Politikern monatliche Subsidien. Seit 1935 erhielt die Partei auch Geld aus dem faschistischen Italien. In der langfristig angelegten, auf die Beseitigung der Republik zielenden Strategie der Acción Española war der Falange die Rolle des „Kanonenfutters“ bei der gewaltsamen Auseinandersetzung mit der Linken bzw. der Destabilisierung der Republik zugedacht, wobei die Person Primo de Riveras – Großgrundbesitzer, Aristokrat und Sohn des ehemaligen Diktators – als Garantie dafür galt, dass der spanische Faschismus sich nicht der Kontrolle durch das Establishment entziehen würde.

### Falange Española de las JONS

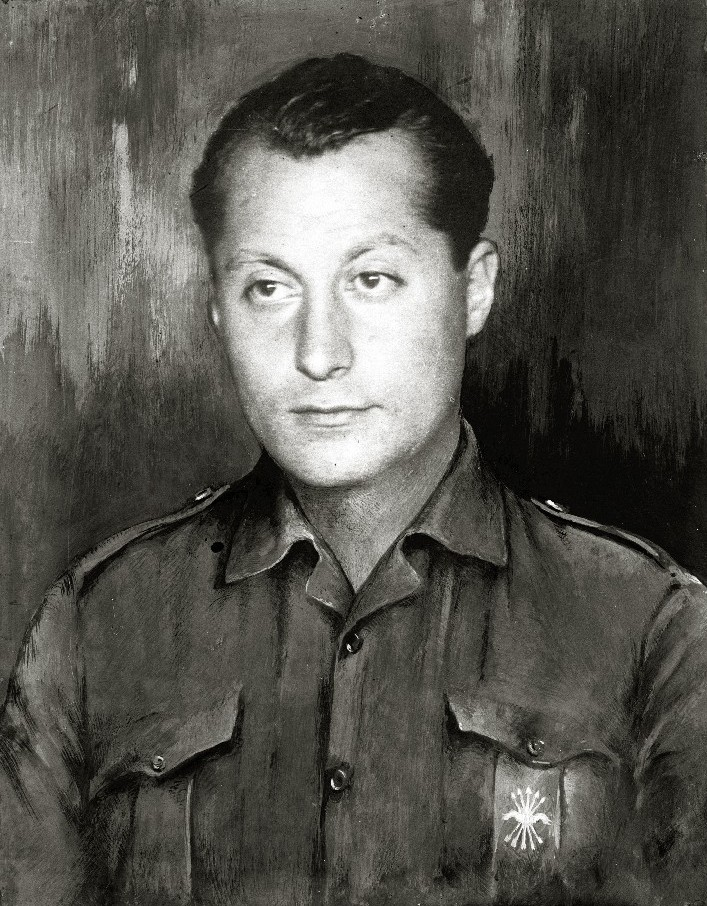
Falange-Gründer José Antonio Primo de Rivera

1934 vereinigte sich die Partei mit den ideologisch nahestehenden, jedoch stärker am Politikstil der NSDAP orientierten Juntas de Ofensiva Nacional Sindicalista („Vereinigungen der Nationalsyndikalistischen Offensive“, JONS) zur Falange Española de las JONS. Führer der JONS war Ramiro Ledesma, der Begründer des spanischen Nationalsyndikalismus. Die neue Partei übernahm von den JONS das auf die Reyes Católicos zurückgehende Symbol von Joch und Pfeilen sowie die schwarzrote Fahne, welche die JONS ihrerseits den Anarchisten abgesehen hatte. Parteihymne wurde das von José Antonio Primo de Rivera gedichtete Lied Cara al Sol („Gesicht zur Sonne“). Dass die Falange sich von ihrem Vorbild, dem italienischen Faschismus, abweichend – eben authentisch, nämlich spanisch-nationalistisch – darstelle, begründete Primo de Rivera 1934 mit den Worten: „Wir brauchen ein totales Gefühl für das Erforderliche: ein totales Gefühl für das Vaterland, das Leben, die Geschichte.“
1935 gab sich die neue Partei ein national-soziales Programm, jedoch wurden taktisch-ideologische Differenzen bald deutlich: Während José Antonio Primo de Rivera die Durchsetzung einer „nationalsyndikalistischen Revolution“ durch eine kleine Gruppe propagierte, wollte Ramiro Ledesma die Falange zu einer Massenpartei machen. Diese Debatte, hinter der sich eine Auseinandersetzung innerhalb der Parteiführung über eine von den anderen Rechtsparteien unabhängigere Rolle der Falange verbarg, hatte indes kaum praktische Relevanz. Bis 1936 rekrutierte die Partei ihre Mitglieder beinahe exklusiv unter Studenten und der bürgerlichen Jugend in den Städten. „Geführt von señoritos [junge Männer aristokratischer oder großbürgerlicher Herkunft] und überwiegend von den Söhnen der Reichen unterstützt“, blieb ihr Anhang unter der besitzlosen Masse der Bevölkerung verschwindend gering. Bei der Parlamentswahl im Februar 1936 erhielt die Falange nur rund 45.000 Stimmen. Danach setzte allerdings ein rasantes Wachstum ein. Im Frühjahr 1936 traten mindestens 15.000 Mitglieder der Jugendorganisation der CEDA zur Falange über.
Die mit Verweis auf die Kontrolle der Partei durch Angehörige des traditionellen Establishments und die soziale Exklusivität der Mitglieder in Teilen der älteren Literatur vertretene Auffassung, die Falange sei keine „echte“ faschistische Partei gewesen, ist in der wissenschaftlichen Literatur heute kaum mehr anzutreffen. Die umgekehrte, auf Juan Linz und Stanley G. Payne zurückgehende These, die Falange der Jahre 1933 bis 1937 sei die einzige genuin faschistische Partei in Spanien gewesen, wird von neueren Forschungen wie jenen von Ismael Saz Campos relativiert, die die Wechselbeziehungen zwischen den verschiedenen Strömungen der spanischen Rechten im Rahmen eines breiter angelegten Konzeptes der „Faschistisierung“ untersuchen.
Nach dem Erfolg der Volksfront bei den Wahlen von 1936 verschärften sich in Madrid und anderen Großstädten die gewalttätigen Auseinandersetzungen zwischen Anhängern der Falange und den linken Parteien auf dramatische Weise. Zwischen März und Juli 1936 entfesselten „Aktionsgruppen“ der Falange eine systematisch eskalierte Terrorkampagne gegen Gewerkschafter, linke und liberale Politiker sowie republiktreue Richter und Polizisten; die Partei war so maßgeblich an der Schaffung des chaotischen politischen Klimas beteiligt, das als Vorwand für den Militärputsch diente, über dessen Vorbereitung Primo de Rivera vollständig informiert war: „Die Rolle der Falange war es, Terrorakte zu verüben, um so linke Repressalien zu provozieren, was dann, zusammengenommen, die rechten Jeremiaden über die Unordnung legitimieren würde.“ Zwar ließ die Regierung Primo de Rivera und andere führende Falangisten am 14. März 1936 wegen illegalen Waffenbesitzes festnehmen und verbot die Partei, verhinderte aber nicht, dass diese die nun im Untergrund agierende Partei von ihren Zellen aus weiterhin führten. In den ersten Monaten des Bürgerkrieges wurde allerdings die gesamte Führungsgruppe der Falange getötet oder hingerichtet. José Antonio Primo de Rivera wurde in Alicante zum Tode verurteilt und am 20. November 1936 (im Jargon spanischer Rechtsradikaler seit dem Tod Francos am gleichen Tag im Jahr 1975 bekannt als „20-N“) erschossen.

## Spanischer Bürgerkrieg und Umwandlung in das Movimiento Nacional
Im Spanischen Bürgerkrieg kämpften die falangistischen Milizen auf der nationalistischen Seite unter General Francisco Franco. Primo de Rivera, der noch immer in Alicante inhaftiert war, wurde am 20. November 1936 von Republikanern hingerichtet und schnell zum Märtyrer der nationalistischen Seite aufgebaut. Die Positionskämpfe um seine Nachfolge entschied Franco durch ein Dekret vom 19. April 1937, das die Vereinigung von Falange und JONS mit der carlistischen Comunión Tradicionalista zur Falange Española Tradicionalista y de las JONS anwies. Damit wurde dem „revolutionären“ Programm der Falange weitgehend eine Absage erteilt und der Weg der Falange zur Staatspartei des Franquismus geebnet. Franco selbst erklärte sich zum Führer der „Bewegung“ (movimiento), wie die Partei nun allgemein bezeichnet wurde. 1943 wurde die Miliz der Falange aufgelöst. 1970 wurden die F.E.T. y de las JONS auch offiziell in Movimiento Nacional umbenannt. Bis zum Ende der Franco-Diktatur blieb sie die einzige zugelassene Partei in Spanien.

## Strömungen und Nachfolger
Viele der Altfalangisten (camisas viejas) reagierten ablehnend auf die zunehmende Vereinnahmung und Entmachtung der Falange durch den Staat und propagierten die Durchsetzung der sogenannten revolución pendiente (der „ausstehenden Revolution“), einer faschistisch-nationalsyndikalistischen Neuordnung der spanischen Gesellschaft, der der Franquismus weitgehend eine Absage erteilt hatte. Sie bildeten damit eine Art „Opposition von rechts“ zum Franco-Regime. Der bekannteste Vertreter dieser politischen Richtung war Blas Piñar. Eine dieser radikalen Gruppen war die 1963 gegründete Syndikalistische Studentenfront (Frente de Estudiantes Sindicalistas, FES), der in den 1970er Jahren in bedeutender Funktion auch der spätere Vorsitzende des Partido Popular (PP) und spanische Regierungschef José María Aznar angehörte.
Während der Demokratisierung und Auflösung des Movimiento Nacional unter dem Übergangs-Ministerpräsidenten Adolfo Suárez bildeten sich im rechtsextremen Spektrum mehrere Splitterparteien, von denen drei bei den ersten freien Wahlen vom 15. Juni 1977 antraten, aber keine ins Parlament einziehen konnte. Noch heute existieren mehrere Gruppen und Parteien mit dem Namensbestandteil „Falange“, die zum rechtsextremen Spektrum zu zählen sind.